# NGC 367
NGC 367 是位於黃道以南鲸鱼座的一個棒旋星系。它在哈伯序列中的分類為SBcd。據估計它距離银河系有3.45 亿光年，自身的長度约9万光年。该天体于1886年由美国天文学家法蘭克·穆勒发现 